# Приветливый
Приветливый — поселок в Шарлыкском районе Оренбургской области в составе Шарлыкского сельсовета. 

## География
Находится на расстоянии менее 2 километров на юг от районного центра села  Шарлык.

## Население
Население составляло 329 человек в 2002 году (русские 78 %),  264 по переписи 2010 года.
| 2010 |
| ---- |
| 264  |